# Aseptis lichena
Aseptis lichena is een nachtvlinder van de familie Noctuidae die voor het eerst werd beschreven door William Barnes en James Halliday McDunnough in 1912. De soort komt voor in de Verenigde Staten, in zuid-centraal Californië (Tehachapi-gebergte) en noord-centraal Californië (nabij Blairsden, Lake Tahoe en Yosemite Park). De soort is ook gespot in Mount Shasta, Mount Lassen en andere locaties in Noord-Californië. 
De spanwijdte is 33-39 mm. De voorvleugels zijn een poederachtig donker olijfgroen, wat komt door een mengsel van zwarte, groene en gele schubben. Aseptis lichena is donkerder groen dan de vergelijkbare Aseptis pseudolichena. Volwassenen zijn in de midzomer actief.